# 나가토미 유야
나가토미 유야(일본어: 永冨 裕也, 1982년 7월 30일 ~ )는 일본의 전 축구 선수이다.

## 구단 경력
과거 에히메 FC, 카탈레 도야마에서 활동하였다.